# Wollanka József
Wollanka József (Barcarozsnyó, 1874. augusztus 19. – Budapest, 1945. március 3.) bölcseleti doktor, az országos képtár segédőre, régész, művészettörténész.

## Életútja
Wollanka József és Preiszlei Karolina fia. A főgimnáziumot a brassói római katolikus intézetben végezte. Még a középiskolában kiváló kedvvel foglalkozott a világirodalommal, a művészettörténettel és esztétikával. 1893. október 2-án beiratkozott a budapesti egyetemre magyar, német és részben klasszika-filológiai tanulmányokra, de igyekezett az összes művészetek történetében is jártasságot szerezni. Elnyerte a bölcseletdoktori fokot és az országos képtár segédőri állását. A Szépművészeti Múzeumban, majd a Nemzeti Múzeumban dolgozott, ahol a régiségtár antik osztályát vezette. Megkezdte az antik plasztika gyűjtemény megszervezését. Főként az itáliai reneszánsz művészettel foglalkozott. Halálát bélhurut okozta.
Cikkei a Budapesti Szemlében (94. k. 1898. Domenico Ghirlandajának újabban felfedezett falképe Florenczben, 1900., 1901. Andrea del Sarto, A disputa és transfiguratio, 1905. Raffael falképei a Heliodorus-teremben.)

## Munkái
- Alxinger János élete és művei... Bpest, 1897. (Különny. az Egyet. Philol. Közlönyből.)
- Rafael, 107 szövegképpel, 13 meIléklettel. Bpest, 1906. (Művészeti Könyvtár. Ism. Vasárnapi Könyvtár 10. sz., Budapesti Szemle, 134. k. 1908.)
- Az antik szobor gyűjtemény magyarázó katalógusa (Bp., 1912)

- Ein römisches Mosaik aus Baláca (Österreichische Jahreshefte, 1929)